# ضربة مقصية

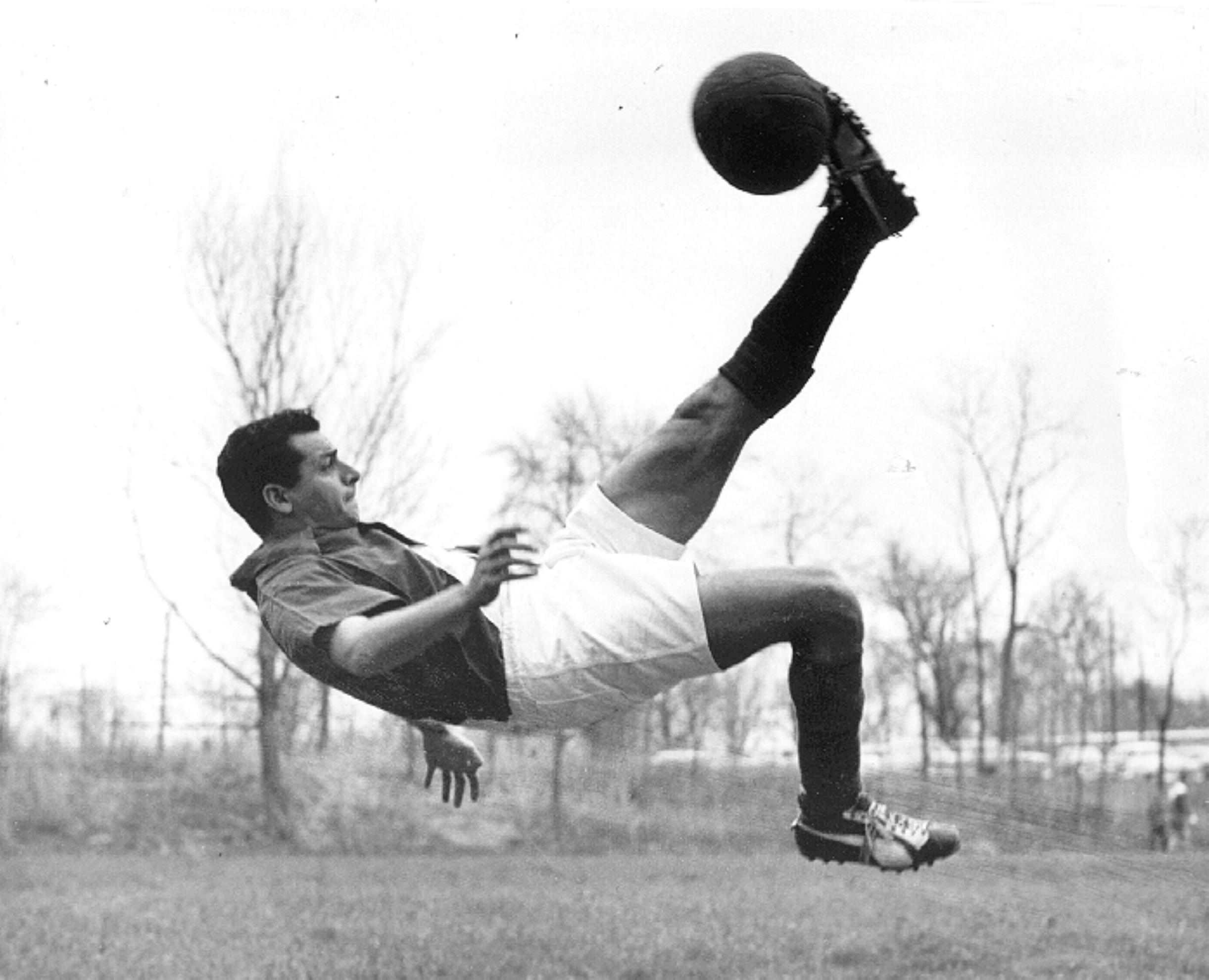
المُهاجم روبن مندوزا لاعب منتخب الولايات المُتَّحدة لكرة القدم، ينفذ الضَّربة المقصيَّة.

الضَّربةُ المقصيَّة أو الركلة المقصية (بالإنجليزية: Scissors kick)‏ أو ركلة الدَّرَّاجة (بالإنجليزية: Bicycle kick)‏ أو الضَّربةُ فوقَ مُستوى الرأس (بالإنجليزية: Overhead kick)‏ أو الضربة المزدوجة (بالإنجليزية: Double kick)‏ هي حركة بهلوانيَّةٌ ينفذها لاعب كُرةِ القدم يركلُ فيها الكُرةً نحو الخلف وهي في الهواء فوق مستوى رأسه، ويُحَقَّقُ ذلك من خلالِ رمي الجسمِ للخلفِ، وتحريك الأطرافِ السُفلية قَبلَ النُّزولِ إلى الأرضِ بحركةِ مقصٍّ لجعلِ السَّاق التي تضربُ الكُرةَ أمامَ الأخرى. تُسمَّى الحركة في مُعظمِ اللُّغاتِ باسم حركةِ الدَّوران أو حركةِ المقص التي تُشبهُها. إن تعقيدَها وأداءَها غير المألوفِ في مُباريات كُرةِ القدمِ التَنافُسيَّة يجعلُها واحدةً من أكثرِ مهاراتِ كُرةِ القدمِ شُهرة.
يُمكنُ استخدام الضَّربة المقصيَّة في حالة الدِّفاع لإبعادِ الكرة عن المرمى، وكذلك يُمكن استخدامها في حالة الهجوم على مرمى الخصمِ في محاولةٍ للتّسجيل. الضَّربة المقصيَّة هي مهارةُ كُرةِ قدمٍ مُتقدِّمةٍ تُشكِّل خُطورةً على اللَّاعبين عديمي الخبرة، واقتصر أداؤها النَّاجح إلى حدٍّ كبير على أكثرِ اللَّاعبين خبرةً ورياضيين في تاريخِ كُرةِ القدم.
يغلب الظن بأن العُمَّالَ في موانئ المحيط الهادئ في تشيلي وبيرو هم أول من نفذوا الضربة المقصيَّة في مُبارياتِ كُرةِ القدم، ربما في وقتٍ مُبكِّرٍ في أواخر القرن التاسع عشر. طُوِّرت تقنيَّات مُتقدِّمة مثل الضَّربةِ المقصيَّة من اقتباساتِ أمريكا الجنوبية لأُسلوبِ كرة القدم الذي قدَّمه المُهاجرون البريطانيُّون. اشتهر لاعبا كُرةِ القدم البرازيليَّان ليونيداس دا سيلفا وبيليه بهذه المهارةِ دوليًّا خلال القرن العشرين، ومنذ ذلك الحين اكتسبت الضَّربةُ المقصيَّةُ جاذبيةً كبيرة لدرجةِ أنَّه في عام 2016، اعتبر الاتحاد الدولي لكرة القدم (فيفا) أنَّ الضَّربة المقصيَّة هي «أروعُ مشهدٍ في كُرةِ القدم».
الضَّربةُ المقصيَّة جزءٌ مُهمٌ من ثقافةِ كُرةِ القدم بصفتها مهارة وإبداع، وعادة ما يحظى تنفيذُ ضربةٍ مقصيةَّ في مُباراةِ كرة قدم تنافسيَّة باهتمامٍ واسعٍ في وسائلِ الإعلامِ الرِّياضيَّة، ولا سيِّما لو أدت لتسجيلِ هدف، ظهرت الضَّربة المقصيَّة في الأعمالِ الفنيَّة، مثل المنحوتاتِ والأفلامِ والإعلاناتِ والأدبِ. أضاف الجدلُ حول اختراعِ الضَّربة وتسميَّتِها إلى إشادةِ الضَّربة في الثَّقافةِ الشَّعبيَّة، تحظى الحركةُ أيضًا بالإعجابِ في رياضاتِ الكُرةِ المُماثلة، لا سيِّما في أشكال كُرة القدمِ مثل كُرةِ الصَّالات وكُرةِ القدمِ الشاطئيَّة.

## التسمية

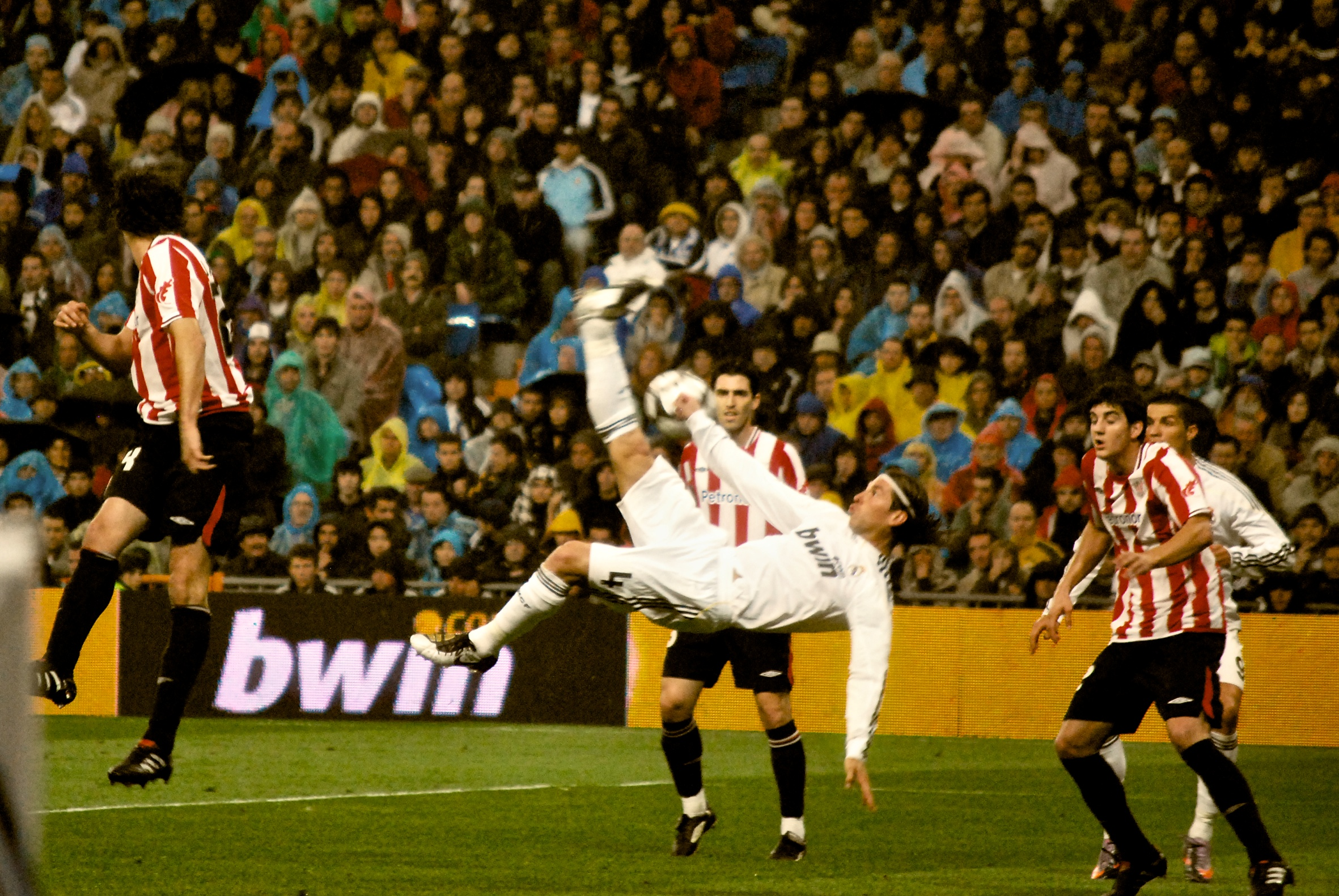
مدافع ريال مدريد سيرخيو راموس (باللَّون الأبيض) يستخدمُ ضربةً مقصيَّة ضد مُنافسه أتلتيك بيلباو في مُباراةٍ في الدوري الإسباني عام 2010.

تُعرف الضَّربةُ المقصيَّة في اللُّغةِ الإنجليزيَّة بثلاثةِ أسماءٍ، وهي ضربة الدَّرَّاجة والضَّربة فوق مستوى الرأس والضَّربة المقصيَّة. يصف مُصطلح «ضربة الدَّرَّاجة» حركة السَّاقين في أثناء وجودِ الجسمِ في الهواء، وهو ما يُشبه دوَّاسة الدَّرَّاجة. وتُسمى الحركة أيضًا «الضربة فوق مستوى الرأس»، والتي تُشير إلى ركلِ الكُرة فوق الرأس، أو «الضَّربة المقصيَّة»، لأنَّها تُشبه حركة اثنين من شفراتِ المقص معًا. يُميز بعض المؤلِّفين «الضَّربة المقصيَّة» على أنَّها مُشابهة لضربةِ الدَّرَّاجة، لكنَّها تحدث جانبيًا أو بزاوية، ويعتبرُها مؤلِّفون آخرون الحركة نفسها.
يعكسُ اسم الضربة في لُغاتٍ أخرى غير الإنجليزيَّة الإجراء المشابه. جمَّع الصَّحفيُّ الرِّياضيُّ أليخاندرو سيسترناس، من صحيفة إل ميركوريو التِّشيليَّة، قائمةً بهذه الأسماء، في مُعظمِ الحالات يُشيرون إمَّا إليها بمُصطلحِ حركة الضَّربة الشَّبيهة بالمقص، مثل الفرنسيَّة ciseaux retourné (بالعربية: المقص المُرتَجَع) واليونانيَّة ψαλιδάκι (بالعربية: المقص)، أو بمُصطلحِ الحركة الشَّبيهة بالدَّراجة، مثل البُرتغاليَّة pontapé de bicicleta (بالعربية: ركلة الدَّرَّاجة)، وفي لُغاتٍ أخرى يُوصَف طبيعةُ الإجراء، مثل الألمانيَّة Fallrückzieher (بالعربية: ركلة فوق مستوى الرأس)، البولنديَّة przewrotka (بالعربية: انقلاب)، الهولنديَّة omhaal (بالعربية: سحب الدَّوران)، والإيطاليَّة rovesciata (بالعربية: ركلة عكسية).
عُثِرَ على استثناءاتٍ لأنماطِ التَّسميةِ هذه في اللُّغاتِ التي تُحدِّد الحركة من خلالِ الإشارةِ إلى موقعِ، مثل النَّرويجيَّة brassespark (بالعربية: الرَّكلة البرازيليَّة)، ويوجدُ استثناءٌ هو الأكثرُ أهميَّةً في اللُّغة الإسبانيَّة، حيث يوجدُ جدلًا حادًا بين تشيلي وبيرو -كجُزءٍ من التَّنافُسِ الرِّياضيِّ التَّاريخيِّ بينهما- حول تسميةِ الضَّربةِ المقصيَّة، يُعرِّفُها التِّشيليُّون باسم chilena (نقحرة: تشيلينا)، بينما يُطلقُ عليها البيروفيُّون اسم chalaca (نقحرة: تشالاكا)، وبغضِّ النَّظرِ عن ذلك فإنَّ هذه الحركة معروفةٌ أيضًا باللُّغةِ الإسبانيَّة بأسماءٍ أقلَّ شيوعًا مثل tijera (نقحرة: تيجيرا) وtijereta (نقحرة: تيجيريتا)، وكلاهما يُشير إلى حركةِ المُناورةِ الشَّبيهة بالمقص.

## طريقة التنفيذ

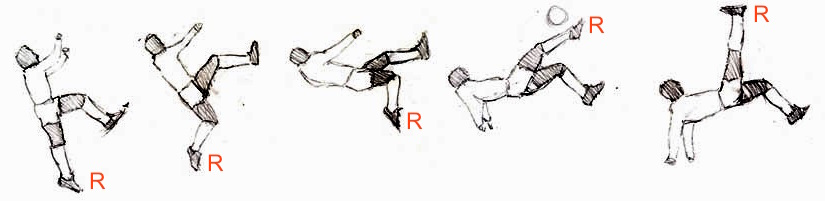
مراحل تنفيذِ الضَّربةِ المقصيَّة، R=القدم اليُمنى.

يتطلَّبُ الأداءُ النَّاجحُ للضَّربةِ المقصيَّة عُمومًا مهارةً رياضيَّةً كبيرةً. لأداء ضربةٍ مقصيَّة يجبُ أنْ تكونَ الكُرةَ في الهواءِ؛ حتَّى يتمكَّنَ اللَّاعبُ من ضربِها في أثناءِ القيامِ بالانقلابِ الخلفي، ويمكنُ أنْ تأتي الكُرة في الهواءِ تجاهَ اللَّاعبِ، على سبيلِ المثال من عرضيَّة، أو يُمكنُ للاعبٍ أنْ يوجِّهَها إلى الأعلى في الهواء. يجبُ أنْ ترتفعَ السَّاق التي لا تضربُ الكُرة أولًا للمُساعدةِ في دفعِ الجسمِ لأعلى بينما تقومُ السَّاقُ التي تركلُ الكُرة بالقفز، وفي أثناءِ القفزة يجبُ أنْ يتحرَّكَ ظهرُ الجسمِ للخلفِ حتَّى يُصبحَ موازيًا للأرض، وعندما يصلُ الجسمُ إلى ذروةِ ارتفاعِه يجبُ أنْ تنجذبَ السَّاق التي تركُل نحو الكرة وتُسقَط السَّاق الأخرى التي لا تركل في الوقتِ نفسه لزيادةِ قوَّةِ الرَّكلة. يجبُ أنْ تظلَّ الرُّؤيةُ مُركَّزةً على الكُرة حتَّى تصطدمَ بها القدم، ويجبُ استخدامَ الذِّراعين لتحقيقِ التَّوازنِ وتقليلِ تأثير السُّقوط.

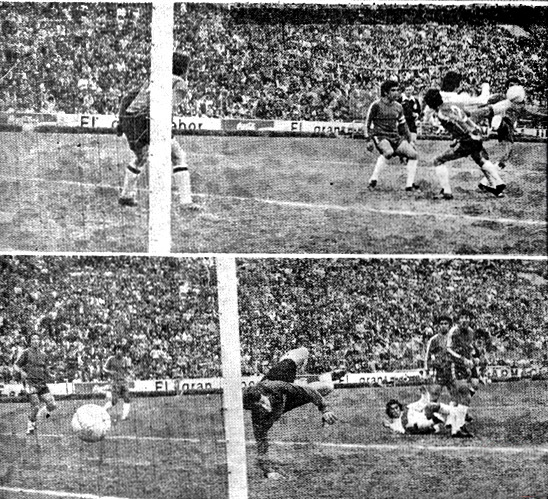
جناح بيرو خوان كارلوس أوبليتاس يُسجِّلُ هدفًا بضربةٍ مقصيَّة ضد تشيلي في ملعب أليخاندرو فيانويفا خلال مُباراةٍ في كوبا أمريكا 1975.

تُنفَّذ الضَّربةُ المقصيَّة عمومًا في حالتين، إحداهما دفاعيَّة والأُخرى هجوميَّة، تُنفَّذ الضَّربة المقصيَّة الدِّفاعيَّة عندما يستخدمُ اللَّاعب الذي يواجه مرمى فريقِه الحركةَ لإبعادِ الكُرة للاتِّجاهِ المُعاكسِ للمرمى، ويعتبرُ مؤرِّخُ الرِّياضةِ ريتشارد وِتزيج أنَّ الضَّربةَ المقصيَّةَ الدفاعيَّة حركة يائسة تتطلَّبُ هدفًا واحدًا أقل من تنوِّعِها الهجومي، وتُستخدمُ الضَّربة المقصيَّة الهجوميَّة عندما يسندُ اللَّاعبُ ظهرَه إلى مرمى الخصمِ ويكون بالقُربِ من المرمى، ووفقًا لوِتزيغ تتطلَّب الضَّربة المقصيَّة الهجوميَّة تركيزًا وفهمًا جيِّدًا لموقعِ الكُرة، يُمكن أيضًا أداء الضَّربة في خطِّ الوسط، ولكن لا يُوصَى بذلك لأنَّه يمكنُ إجراء تمريراتٍ أكثر أمانًا ودقَّةً في هذه المنطقة.
يُوجد شكٌّ في دقَّةِ العرضيَّات التي تسبق الرَّكلات المقصيَّة، ذكر المُهاجمُ الألمانيُّ كلاوس فيشر أنَّ مُعظمَ التَّمريرات العرضيَّة قبل الضَّرباتِ المقصيَّة سيِّئة، علاوةً على ذلك، إنَّ الضَّربةَ المقصيَّة حركةٌ خطيرةٌ بطبيعتِها، حتَّى عند تنفيذِها تنفيذًا صحيحًا، لأنَّها قد تؤدِّي لإصابةِ لاعبٍ آخر يُشارك في اللُّعبة، ولهذا السبب يُوصي المدافع البيروي سيزار غونزاليس أنْ يتأكَّدَ اللَّاعبُ الذي يُنفِّذ الضَّربة المقصيَّة من توافرِ مساحةٍ كافيةٍ قبل أداءِ الحركة. في ما يخصُّ اللَّاعب الذي يُنفِّذ المُناورة، فإنَّ الخطرَ الأكبرَ يحدثُ في أثناءِ السُّقوط؛ فقد يؤدِّي السُّقوط السَّيِّئ إلى إصابةِ الرَّأس أو الظَّهر أو الرَّسغ. يوصي فيتزيغ اللَّاعبين بمحاولةِ التَّحرُّك للهُبوطِ على الجُزء الأعلى من الظَّهر، مع استخدامِ الذِّراعين للدَّعم، وفي الوقتِ نفسه التَّدحرج إلى الجانبِ لتقليلِ أثرِ السُّقوط.
يوصي فيتزيغ أنْ يُحاولَ لاعبو كُرةِ القدم تنفيذَ الضَّربة المقصيَّة بحالةٍ ذهنيَّةٍ مُركِّزةٍ وحازمة. يحتاج المُؤدِّي إلى الحفاظِ على شكلٍ جيِّدٍ عند تنفيذِ الحركة، ويجبُ أنْ يُظهرَ في الوقتِ نفسِه دقَّةً وإحكامًا استثنائيَّتين عند ضربِ الكُرة. يعتبرُ المُهاجمُ البرازيليُّ بيليه المُناورة أيضًا صعبةً، ويتذَّكرُ أنَّه سَجَّلَ منها عدَّة مرَّات فقط من أصلِ 1,283 هدفًا في مسيرته. نظرًا لتعقيدِ الحركة، فإنَّ تنفيذ ركلة الدراجة بنجاحٍ يُعتبرُ أمرًا بارزًا، ووفقًا للصَّحفيِّ الرِّياضيِّ إليوت تيرنر، فمُنفِّذ الضَّربة يكونُ عُرضةً لإذهالِ الجماهير. يُمكنُ للضَّربةِ المقصيَّة التي تُنفَّذ تنفيذًا غير ناجح أنْ تُعرِّضَ اللَّاعب للسُّخرية.

## تاريخ الضربة
تحتوي تقاليدُ كُرةِ القدم على العديدِ من الحكاياتِ المُتعلِّقة بوقتِ تنفيذِ الضَّربة المقصيَّة الأولى ومكان تنفيذها ومن نفذها، ووفقًا لعالمِ الأنثروبولوجيا البرازيلي أنطونيو خورخي سواريس، فإنَّ أصلَ الضَّربةِ المقصيَّة مُهمٌّ فقط كمثالٍ على كيفيةِ إنشاءِ الفولكلور. يستمرُّ الرَّأيُ العامُ في الجدلِ حول أصل الحركة بالضَّبط، لا سيِّما في المواقعِ التي يُزعمُ أن الحركةَ نُفِّذت فيها، على سبيل المثال البرازيل وتشيلي وبيرو، ممَّا يُشيرُ إلى أنَّ اختراعَ الضَّربةِ حدث في أمريكا الجنوبيَّة، خلال عصرِ الابتكارِ في تكتيكاتِ ومهاراتِ كُرةِ القدم.

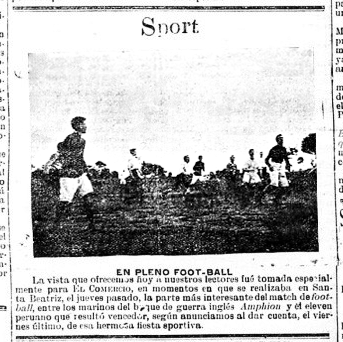
مُقتَطف من صحيفة إل كوميرشيو البيروفيَّة يتحدث عن مُباراةٍ بين طاقم سفينة إتش إم إس أمفيون وفريق موحد من ليما للكريكت ويونيون للكريكت في عام 1904.

قدم المُهاجرون البريطانيُّون، الذين اجتذبتهم التوقُّعاتُ الاقتصاديَّة لأمريكا الجنوبيَّة، بما في ذلك تصدير البن من البرازيل [الإنجليزية]، والجلود واللحوم من الأرجنتين، وذَرْق الطَّائر من بيرو، كُرةِ القدم إلى المنطقةِ خلال القرن التاسع عشر، وأسَّست هذه الجالياتُ المُهاجرةُ مُؤسَّساتٍ، مثل المدارسِ والنَّوادي الرِّياضيَّة، حيث تعكسُ الأنشطةُ تلك التي تحدثُ في بريطانيا، بما في ذلك مُمارسة كُرةِ القدم، كانت مُمارسةُ كُرةِ القدمِ قد انتشرت سابقًا من بريطانيا إلى أوروبا القاريَّة، وأساسًا في بلجيكا وهولندا والدُّول الإسكندنافيَّة، ولكن لم يكن للُّعبةِ أيُّ ابتكاراتٍ في هذه المواقع، لكن تطوَّرت الأمورُ تطورًا مُختلفًا في أمريكا الجنوبيَّة؛ لأنه بدلًا من مُجرِّد تقليدِ أُسلوبِ لَعبِ المُهاجرين (استنادًا إلى طريقةِ لعبِ التَّمرير الاسكتلنديَّة الأبطأ أكثر من أسلوبِ كُرةِ القدمِ الإنجليزيَّة الأسرع والأكثر قسوة) ساهم الأمريكيُّون الجنوبيُّون في نموِّ الرِّياضة من خلال التَّأكيدِ على الصِّفات الفنيَّة للَّاعبين، ومن خلال تكييف الرِّياضة مع تفضيلاتِهم، أتقن لاعبو كُرةِ القدمِ في أمريكا الجنوبيَّة المهاراتَ الفرديَّة، مثل المُراوغة والرَّكلات الحُرَّة المنحنيَّة والضَّربة المقصيَّة.
حدثت الضَّربة المقصيَّة لأوَّل مرَّةٍ في موانئِ المُحيطِ الهادئ في تشيلي وبيرو، رُبَّما في وقتٍ مُبكِّرٍ في أواخر القرن التاسع عشر. في أثناء رسوِّ سُفنِهم، لَعِبَ البحَّارة البريطانيُّون كُرةَ القدمِ فيما بينِهم ومع السُّكَّان المحليِّين كشكلٍ من أشكالِ التَّرفيه، تُبُنِّيَت مُمارسةَ الرِّياضةِ في الموانئِ؛ لأنَّ قواعدَها ومُعدَّاتِها البسيطة جعلتها في مُتناول عامةِ النَّاس. قد يكونُ عُمَّالُ الموانئِ الأفروبيروفيَّة قد أجروا الضَّربة المقصيَّة لأوَّل مرَّةٍ خلال مُباريات أواخر القرن التاسع عشر مع البحَّارة البريطانيِّين وموظفي السِّككِ الحديديَّة في الميناءِ البحريِّ الرَّئيسيِّ في بيرو، حيثُ حصل على اسم tiro de chalaca (بالعربية: ضربة تشالاكا). يُحتملُ أيضًا أنَّ تنفيذَ الضَّربةِ المقصيَّة لأوَّل مرَّة كان في عام 1910 من قِبَلِ رامون أونزاغا [الإنجليزية] (وهو رياضيٌّ من أصلٍ إسباني من منطقة إقليم الباسك جُنِّسَ ليُصبح تشيليًّا) في ميناءِ تالكاهوانو البحريِّ في تشيلي، حيث سُمِّيَ هناك باسم chorera (في إشارة إلى الاسم المحلي).

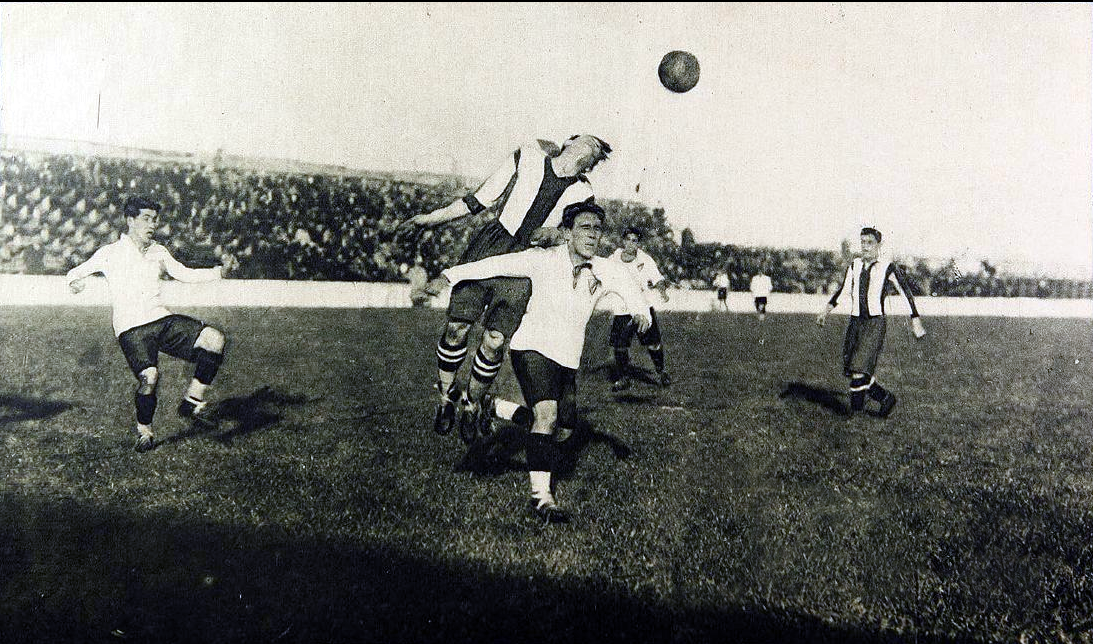
ديفيد أريلانو (في الوسط صاحب القميص الأبيض) في مُباراةٍ بين كولو-كولو وديبورتيفو لاكورونيا في عام 1927، يُنسب إليه الفضل في انتشارِ هذه الحركة.

نشر لاعبو كُرةِ القدم التِّشيليون المهارةَ خارج غرب أمريكا الجنوبيَّةِ في العقدِ الأوَّل والثَّاني من القرنِ الماضي، وفي النسخ الأولى لبطولة أمريكا الجنوبيَّة (كوبا أمريكا حاليًا) أذهل أونزاغا وزميله مُدافعُ تشيلي فرانسيسكو جاتيكا المُتفرِّجين بالضَّربات المقصيَّة. كما أدَّى المُهاجمُ التِّشيلي ديفيد أريلانو هذه الحركة وحركات أُخرى محفوفة بالمخاطرِ خلال جولة كولو-كولو في إسبانيا عام 1927 تأدية لا تُنسى، حتَّى وفاته المُفاجئة في تلك الجولة بسببِ إصابةٍ تسبَّبت بها إحدى حركاتِه البهلوانيَّة، وفقًا لسيمبسون وهيسه في «تذكير مُحبط بمخاطر الاستعراض»، أُعجب هواةُ الحركات من إسبانيا والأرجنتين بهذه الحركة، وأطلقوا عليها اسم Chilena؛ في إشارةٍ إلى جنسيَّةِ اللَّاعبين.
أعاد المُهاجمُ البرازيليُّ بيليه إحياءَ الإشادةِ الدَّوليَّة بالضَّربةِ المقصيَّة خلال النِّصفِ الثَّاني من القرنِ العشرين. كانت قُدرتُه على أداءِ الرَّكلات المقصيَّة بسُهولةٍ هي إحدى السِّمات الَّتي جعلته يَبرزُ عن غيرِه من اللَّاعبين في بدايةِ مسيرتِه الرِّياضيَّة، كما عزَّزت ثقتَه بنفسِه لاعباً لكُرةِ قدم. وبعد بيليه أصبح اللَّاعبُ الأرجنتينيُّ دييغو مارادونا والمُهاجم المكسيكي هوغو سانشيز من أبرزِ اللَّاعبين في الضَّرباتِ المقصيَّة خلال العُقودِ الأخيرةِ من القرنِ العشرين، ومن بين اللَّاعبين البارزين الآخرين الذين نفذوا هذه الحركةِ خلال هذه الفترةِ الجناح البيروفي خوان كارلوس أوبليتاس، الذي سَجَّلَ هدفًا من ضربةٍ مقصيَّة في مباراة في كوبا أمريكا 1975 بين بيرو وتشيلي، والمُهاجمُ الويلزيُّ مارك هيوز الذي سَجَّلَ من ضربةٍ مقصيَّة في مُباراةٍ في تصفيَّات كأس العالم 1986 بين ويلز وإسبانيا عام 1985.
مُنذُ بدايةِ القرن الحادي والعشرين استمرَّت الضَّربةُ المقصيَّة في كَونِها مهارةً نادرًا ما تُنفَّذ بنجاحٍ في مُبارياتِ كُرةِ القدم. وفي عام 2016 أطلق الاتِّحادُ الدَّولي لكُرة القدم على الضَّربةِ المقصيَّة «أروع مشهدٍ في كُرةِ القدم»، وخلص إلى أنَّه على الرَّغمِ من أُصولِها المُثيرةِ للجدل وتفسيراتِها الفنيَّة، فإنَّ الضَّربةَ المقصية «شَكَّلَت تاريخ اللُّعبة».

## ضربات مقصية أيقونية

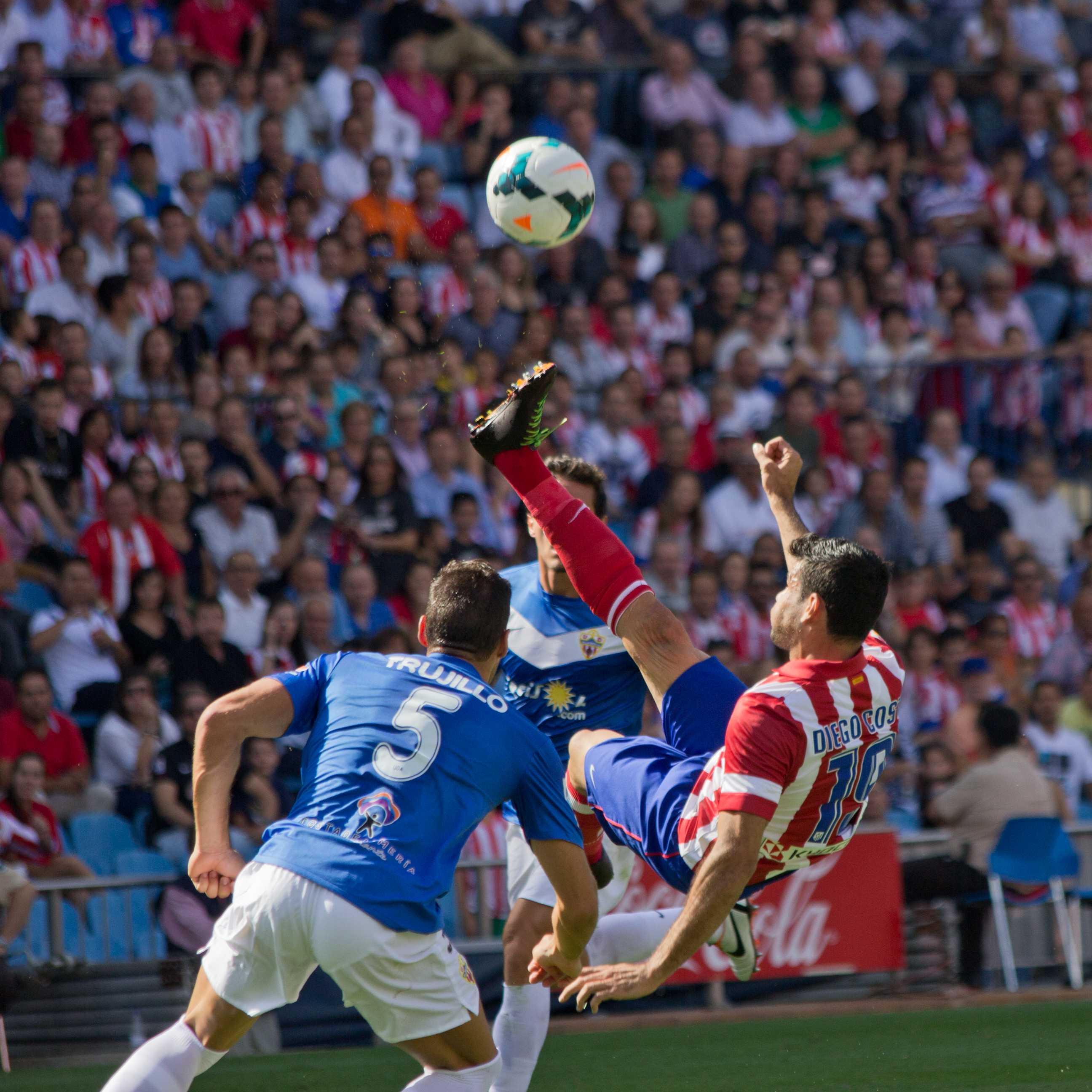
مُهاجم أتلتيكو مدريد دييغو كوستا يؤدِّي ضربةً مقصيَّة في مُباراةٍ ضد نادي ألميريا في عام 2013.

تحتفظُ الضَّربةُ المقصيَّةُ بجاذبيَّةٍ كبيرةٍ بين المُشجِّعين ولاعبي كُرةِ القدم، سلط هيس وسيمبسون الضَّوءَ على التَّأثيرِ الإيجابيِّ للضَّربةِ المقصيَّةِ النَّاجحةِ على شُهرةِ اللَّاعب، ويصفُها اتِّحادُ الولايات المُتَّحدة لكُرةِ القدم على أنَّها زينةٌ مُميَّزة لهذه الرِّياضة. وفقًا لمُدافعِ مانشستر سيتي السَّابقِ بول ليك، تسبَّبت ضربةٌ مقصيَّةٌ بارزةٌ نفذها الجناحُ الأيسرُ الإنجليزيُّ دينيس تويرت [الإنجليزية] في إصابةِ مئات المُشجِّعين الذين حاولوا تقليدَها. في عام 2012 منح استطلاعُ للرَّأي أجرته صحيفةُ الغارديان المُهاجم الإنجليزي واين روني جائزة أفضل هدف في تاريخ الدوري الإنجليزي خلال مُباراةٍ في ديربي مانشستر في 2011.  ركَّز المُهاجمُ الإيطاليُّ ماريو بالوتيلي، خلال فترة شبابه، مهاراتَه على مهاراتِ لاعبِ خطِّ الوسطِ البرازيليِّ رونالدينيو ولاعبِ الوسطِ الفرنسيِّ زين الدِّين زيدان، وخاصةً الضّربةِ المقصيَّة. سَجَّلَ خوان ماتا ضربةً مقصيَّةً مُميَّزةً في عام 2015 وفي مُباراةٍ ضد نادي ليفربول ضمنت الفوزَ لفريقِه. وتلقَّى هدف البُرتغاليِّ كريستيانو رونالدو في دوري أبطال أوروبا 2017–18 إشادةً واسعةً من زُملائِه في كُرةِ القدم، بما في ذلك المُهاجم الإنجليزي بيتر كراوتش، الذي غَرَّدَ على تويتر قائلًا «عددٌ قليل منا يمكنه فعل ذلك»، والمُهاجم السُّويدي زلاتان إبراهيموفيتش، الذي تحدَّى رونالدو أنْ «يُجرِّبَها من مسافةِ 40 مترًا»، في إشارةٍ إلى هدفِه بالضَّربةِ المقصيَّة عام 2012 الحائز على جائزة بوشكاش خلال مُباراةٍ وديَّةٍ دوليَّةٍ بين السُّويد وإنجلترا.

كريستيانو رونالدو لاعب ريال مدريد آنذاك يؤدِّي ضربةً مقصيَّةً أمام يوفنتوس في دوري أبطال أوروبا 2017–18.

نُفِّذت بعضٌ من الضَّرباتِ المقصيَّة في نهائيَّاتِ كأس العالم. سَجَّلَ المُهاجمُ الألمانيُّ كلاوس فيشر من ضربةٍ مقصيَّة في مُباراةِ نصفِ نهائي كأس العالم في إسبانيا 1982 بين ألمانيا الغربيَّة وفرنسا، الذي عادَل النَّتيجةَ في الوقتِ الإضافي، ثُمَّ دخلت المُباراةُ في ركلاتِ التَّرجيح، والتي فاز بها المُنتخبُ الألماني، اعتبر هيس وسيمبسون أن هدف فيشر هو أفضل ضربةٍ مقصيَّةٍ في كأس العالم. وفي كأس العالم في المكسيك 1986 سَجَّلَ لاعب الوسط المكسيكي مانويل نيغريت هدفًا من ضربةٍ مقصيَّةٍ خلال مُباراة في مرحلةِ الـ16 بين المكسيك وبلغاريا، وعلى الرغم من أنَّ «هدف القرن» الذي سَجَّلَه دييغو مارادونا في رُبعِ النِّهائي بين الأرجنتين وإنجلترا طغى عليه، إلا أنَّ هدفَ نيغريت حَقَّقَ لقب «أعظم هدفٍ في كأس العالم» من خلال استطلاعٍ لرأي المُشجعين أجرته الفيفا في 2018. تلقَّت الضَّربةُ المقصيَّة الخاصة بالمُدافعِ الأمريكي مارسيلو بالبوا في مُباراة في كأس العالم 1994 بين كولومبيا والولايات المُتَّحدة الكثيرَ من الثَّناء، بل إنَّه يُنسبُ إليه الفضلُ في المُساعدةِ في إطلاق الدوري الأمريكي في الولايات المُتَّحدة. في كأس العالم 2002 المُقام في كوريا الجنوبيَّة واليابان سَجَّلَ صانعُ الألعابِ البلجيكي مارك فيلموتس ما وصفه كاتب كرة القدم الإنجليزي برايان غلانفيل بأنَّه «ضربةً مقصيَّةً مُذهلةً» ضد اليابان. في كأس العالم 2022 التي أُقيمت في قطر نُظر إلى هدف اللَّاعبِ البرازيليِّ ريتشارليسون من ضربةٍ مقصيَّةٍ ضد صربيا أحدَ أفضلِ أهدافِ تلك البُطولة.

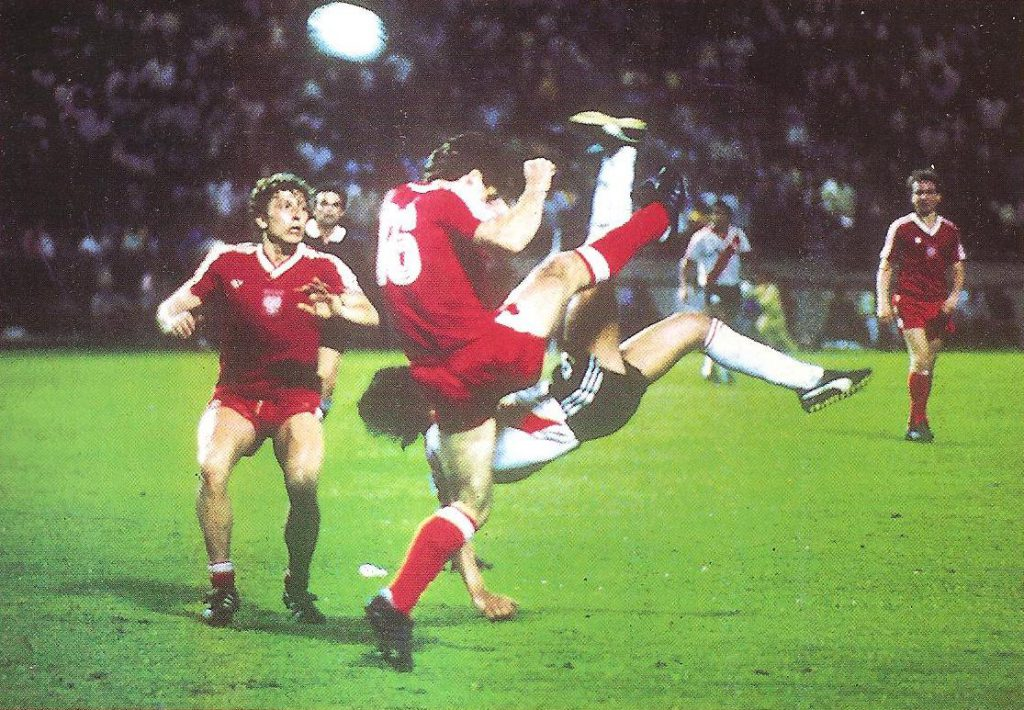
إنزو فرانسيسكولي يُسجِّلُ هدفًا لريفر بليت ضد بولندا بضربةٍ مقصيَّة عام 1986.

الضَّرباتُ المقصيَّةُ جُزءٌ مُهمًٌ من ثقافةِ كُرةِ القدم. وفقًا لاتِّحادِ كُرة القدمِ بالولايات المُتَّحدة، فإنَّ الضَّربةَ المقصيَّةَ لبيليه في فيلم الهروب إلى النصر هي تنفيذٌ كتابيٌّ للمهارة، وأعرب بيليه عن رضاه عن مُحاولتِه «للتَّباهي» بالفيلمِ في سيرتِه الذَّاتيَّة. ظهرت جوجل دودل بشعارٍ مُختلفٍ في سبتمبر 2013؛ للاحتفالِ بعيد ميلاد ليونيداس دا سيلفا المائة بشكلٍ بارزٍ بضربةٍ مقصيَّةٍ يُؤدِّيها شخصيَّةُ عصا تُمثِّلُ المُهاجمُ البرازيليُّ الشَّهير. كما ظهرت الضَّربةُ المقصيَّةُ في إعلاناتٍ مثل إعلانٍ تلفزيونيٍّ عام 2014، حيث نفذ الأرجنتيني ليونيل ميسي الحركةَ للتَّرويج للُعبةِ الفيديو فيفا في ذلك العام. في عام 2022 أعادت الفيفا من خلال حسابها الرَّسمي على تويتر باللُّغةِ الإسبانيَّة إحياءَ الأصلِ المُثيرِ للجدلِ للضَّربةِ المقصيَّةِ، حينما سألت المُستخدمين عمَّا إذا كانت الحركة عبارةً عن chalaca أو chilena (في إشارةٍ إلى الخلاف بين البيروفيِّين والتِّشيليِّين).
صنعت النَّحَّاتةُ ماريا أنجليكا إتشافاري نُصبًا تذكاريًّا للضَّربةِ المقصيَّةِ نفَّذها رامون أونزاغا في مدينة تالكاهوانو التِّشيليَّة في عام 2014، ويتكوَّنُ التِّمثالُ من النَّحاسِ والبرونز ويبلغُ قُطرُه ثلاثةَ أمتارٍ. خُطِّطَ لصُنعِ تمثالٍ تكريمًا للضَّربةِ المقصيَّةِ التي نفذها مانويل نيغريت في منطقة كويواكان [الإنجليزية] في مدينة مكسيكو. كتب الرُّوائيُّ الأوروغوياني إدواردو غاليانو عن الضَّربةِ المقصيَّةِ في كتابِه كُرة القدم في الشَّمسِ والظِّل (بالإنجليزية: Soccer in Sun and Shadow)‏، مُشيدًا بأونزاغا باعتبارِه مُخترع الحركة. أعلن الكاتبُ البيروفي الحائزُ على جائزة نوبل ماريو فارغاس يوسا أنَّ بطل الرُّوايةِ في النُّسخة الإسبانيَّة من كتابِ زمن البطل [الإنجليزية] (بالإنجليزية: The Time of the Hero)‏ أعلن أنَّ الضَّربةَ المقصيَّةَ لابُدَّ أنْ تكونَ قد اُختُرعت في مدينة كاياو البيروفيَّة.
تحظى الحركةُ أيضًا بالإعجابِ في أشكالٍ مُختلفةٍ من كُرةِ القدم، مثل كُرةِ القدمِ الشَّاطئيَّة وكُرةِ القدمِ الخُماسيَّة. في عام 2015 ذكر مُهاجمُ كُرةِ القدمِ الشَّاطئيَّة الإيطاليُّ غابرييل غوري أنَّ الضَّربة المقصيَّة تحتاجُ إلى قدرٍ هائلٍ من التَّدريب. تُستخدمُ حركةً مثل الضَّربةِ المقصيَّةِ أيضًا في سيبق تكراو، وهي رياضةٌ تهدفُ إلى ركلِ الكُرةِ فوق الشَّبكةِ إلى جانبِ الفريقِ المُنافس.

## ضربات مقصية فازت بجائزة بوشكاش
جائزة بوشكاش (بالإنجليزية: FIFA Puskás Award)‏ هي جائزة استحدثها الاتحاد الدولي لكرة القدم بطلب من رئيسِه جوزيف بلاتر في عام 2009، وهي تُمنح لأصحاب أجمل هدف خلال العام الكروي من اللَّاعبين الذُّكور والإناث، وقد أدمجت منذ العام 2016 ضمن جوائز الفيفا للأفضل كرويا.
فازت 4 أهداف سُجِّلَت بضرباتٍ مقصيَّةٍ منذ بدء منح الجائزة، هي كما سيأتي:
| السَّنة | اللاعب                      | صورة | الفريق                      | الخصم                    | المرجع |
| ----- | --------------------------- | ---- | --------------------------- | ------------------------ | ------ |
| 2013  | زلاتان إبراهيموفيتش         |      | السويد                      | إنجلترا                  | [ 64 ] |
| 2015  | وينديل ليرا                 |      | نادي غويانيسيا [الإنجليزية] | أتلتيكو غويانيينسي       | [ 65 ] |
| 2019  | دانييل زوري                 |      | دبرتسني                     | فيرينتسفاروشي            | [ 66 ] |
| 2022  | مارسين أوليكسي [الإنجليزية] |      | وارتا بوزنان                | ستال رزيسزو [الإنجليزية] | [ 67 ] |

## هوامش
1. ↑  يُشيرُ تِرنر إلى الضَّربةِ المقصيَّةِ على أنَّها «قمةُ الأهدافِ العجيبة»،[1] ويصفُها فيتزيغ بأنَّها «الحركةُ الموجودةُ الأكثرُ إثارةً في كُرةِ القَدم -لكنَّها الأكثرُ انتهازيَّةً ويَئسًا-».[2]
2. ↑  يؤكدُ الصَّحفيُّ الرِّياضيُّ الأرجنتيني خورخي بارازا ألَّا حاجة للبيروفين إلى تسميةِ الضَّربةِ المقصيَّة باسم تشيلينيتا، لأنَّهم أطلقوا بالفعلِ اسمًا محليًّا عليها،[es 2] أمَّا في ثقافةِ كُرةِ القدمِ البرازيليَّة، فيعني مصطلح تشيلينا الكعب خلفي (إشارة إلى المهماز في تصميمِ السِّرج التِّشيلي الشَّائع في جنوبِ البرازيل)،[10] أمَّا في صحيفة إل باييس الإسبانيَّة، فلم يُبدِ الصَّحفي ألبرتو لاتي [الإنجليزية] أيَّ اعتراضٍ على الأسماءِ المحليَّة لهذه الضَّربة،[es 3] في حين يتفق سيمبسون وهيس على أنَّ اسمَ الضَّربةِ المقصيَّة هو رأيٌ شخصي،[11] كما كتب روبرتو كاسترو أنَّ الأسماءَ البديلة لتسميةِ الضَّربةِ المقصيَّة هي مُترادفات، بأنَّه لا يوجد اسمٌ واحدٌ مُفضَّل.[es 4]
3. ↑  كتب روبرتو كاسترو صحفي كُرةِ القدم البيروفي، أنَّه من المُستحيلِ أنْ نعرفَ على وجهِ اليقينِ من الذي نفَّذ أوَّلِ ضربةٍ مقصيَّة، لأنَّ أيَّ شخصٍ يلعبُ بالكُرة كان بإمكانِه فعلها دون تسجيلها.[es 4] ووفقًا للصَّحفي دييغو بيريز، فإنَّ الضَّربة المقصيَّة أصبحت أقلَّ شيوعًا حاليًا وأصولُها أكثرَ غموضًا.[es 6]
4. ↑  كتب الصَّحفيُّ خوان أرانجو في مُدوَّنةِ (In Goal: The New York Times Soccer Blog) أنَّ أصلَ الضَّربةِ المقصيَّة هو قضيَّةٌ حسَّاسة في بيرو وتشيلي،[27] ففي عام 2006 سَخَرَ هارولد ماين نيكولز رئيس اتِّحاد تشيلي لكُرةِ القدم من إصرارِ بيرو على منحِ الفضلِ لها للضَّربة المقصيَّة،[es 7] وفي ذلك العام أعلن مانويل بورغا رئيس اتِّحاد بيرو لكُرةِ القدم عن حملةٍ للتَّحقُّق من مصدرِ الضَّربة المقصيَّة في بلدهِ،[es 7] وفي عام 2006 أيضًا نصح لاعب كرة القدم البيروفي توفيلو كوبيلاس اتِّحاد بيو لكُرةِ القدم بتسجيلِ براءةِ اختراع للحركةِ مع الفيفا،[es 8] وفي عام 2009 أعرب لاعب كرة القدم التشيلي ساندرينو كاستيك عن اعتقادِه بأنَّ الموقفَ البيروفي كان قائمًا على المشاعرِ المُعادية لتشيلي.[es 1]
5. ↑  وصلت إتش إم إس أمفيون [الإنجليزية] إلى كاياو من بنما، وشرعت في الإصلاحاتِ إلى مدينة فالبارايسو التِّشيليَّة،[es 9][30] وكان الفريقُ القادمُ من بيرو يتألَّفُ من لاعبي كُرةِ قدمٍ بريطانيِّين وبيروفيِّين من النَّاديين المحليَّين يونيون للكريكت وليما للكريكت (وربما يكونُ الأخيرُ أقدمَ نادٍ في الأمريكيَّتين يلعب اليوم كُرةَ القدم).[es 9] الصُّورة تقول: «المشهدُ الذي نُقدِّمه اليوم لقُرَّائنا اُلتُقط خصِّيصًا لإل كوميرشيو، في اللَّحظات التي كانت تحدُثُ في سانتا بياتريز الخميس الماضي، الجزءُ الأكثرُ إثارةً في مُباراةِ كُرةِ القدم بين البحَّارة من السَّفينةِ الحربيَّةِ الإنجليزيَّةِ أمفيون والأحد عشر بيروفيًّا المُنتصرين، كما أبلغنا عندما أعلنَّا يوم الجمعة الماضي عن هذا المهرجان الرِّياضيِّ الجميل».
6. ↑  رُبَّما حدثت أول ضربة مقصيَّة لأونزاغا في عام 1914 أو في عام 1916.[37] جادل الصحفي لويس أوسيس غينيز مؤلف كتاب تاريخ كرة القدم في تالكاهوانو بأنَّ أوَّلَ ضربةٍ مقصيَّة مُسجَّلة لأونزاغا حدثت في عام 1918، كما هو مُوثَّق في تقريرِ كاتب العدلِ في القانونِ المدنيِّ الذي قُدِّمَ بعد مُباراةٍ بين تالكاهوانو وكونثبثيون المُجاورة التي تحولَّت إلى أحداث شغب. أونزاغا، الذي وصفه أوسيس غينيز بأنَّه من الباسك سريع الغضب، اشتبك مع الحكمِ الذي احتسب خطأً على ضربتِه المقصيَّة.[es 11] ذكرت صحيفة إل سور التَّابعة لكونثبثيون هذا الحدث بعد أيامٍ قليلةٍ من المُباراة، وأعلن أونزاغا في دفاعِه أنَّه سبق أنْ نفَّذ المُناورة في مُبارياتٍ أُخرى دون أنْ تُحستبَ خطأً.[es 4]
7. ↑  شارك أونزاغا في نُسختَي الأرجنتين 1916 وتشيلي 1920 من بُطولة أمريكا الجنوبية (كوبا أمريكا حاليًا)،[38][39] وشارك جاتيكا في نُسختَي الأوروغواي 1917 والبرازيل 1919، وجذب استخدامُ غاتيكا للحركةِ لإيقافِ هدفٍ وشيكٍ الكثيرَ من الاهتمامِ، لدرجةِ أنَّ الجُمهورَ نسب إليه الفضلَ في اختراعِ هذه الحركة.[40][41]
8. ↑  أعرب بيليه في سيرتِه الذَّاتيَّة عن أسفِه لعدمِ تسجيلِه هدفًا من ضربةٍ مقصيَّةٍ في كأس العالم.[52]

## اقرأ أيضًا
- تكتيكات كرة القدم
- تاريخ كرة القدم

### فهرس المراجع
بالعربيَّة
1. ↑  "أفضل 10 أهداف سجلت من ضربة مقصية في تاريخ كرة القدم". واتس كورة. مؤرشف من الأصل في 2021-12-13. اطلع عليه بتاريخ 2021-12-13.
2. ↑  "المعجم الموحد لمصطلحات كرة القدم: (إنجليزي - فرنسي - عربي)". سلسلة المعاجم الموحدة (بالعربية والإنجليزية والفرنسية) (ط. 2). الرباط: مكتب تنسيق التعريب ع. 54: 147. 2023. ISBN:978-9920-690-11-9. ISSN:2028-8697. QID:Q116455358.
3. ↑  "كيفية القيام بركلة دراجة". مؤرشف من الأصل في 2021-12-13. اطلع عليه بتاريخ 2021-12-13.
4. ↑  "THE BEST: شاهد كل الفائزين السابقين بجائزة بوشكاش من FIFA". فيفا. مؤرشف من الأصل في 2023-04-23. اطلع عليه بتاريخ 2023-04-23.

بالإنجليزيَّة
1. 1 2  Turner 2011، Ephemeral Goals & Eternal Glory.
2. 1 2 3 4 5 6  Witzig (2006).
3. ↑  Tyagi 2010، Football Terms.
4. ↑  Bischops (2003), p. 88.
5. 1 2  Schmidt (1997), p. 88.
6. ↑  [a] Witzig (2006), p. 22.
[b] Borden (2009), p. 138.
[c] Gardner (1994), p. 144, 148.
7. ↑  [a] Ruiz 2003، Perfect Shooting
[b] Rull (2004), p. 166.
[c] Schmidt (1997), p. 88.
8. ↑  Coppock (2001), p. 139.
9. ↑  [a] DK Publishing (2011), p. 100.
[b] Witzig (2006), p. 22.
10. ↑  Bellos (2014), p. 38.
11. ↑  Simpson (2013), p. 1-2.
12. ↑  [a] Ruiz 2003، Perfect Shooting
[b] Rull (2004), p. 166.
13. ↑  [a] DK Publishing (2011), p. 98.
[b] United States Soccer Federation & Lewis 2000، The Bicycle Kick
14. ↑  DK Publishing (2011), p. 98.
15. ↑  [a] O'Brien (2005), p. 70.
[b] Schmidt (1997), p. 88.
16. ↑  [a] Coleman (2000), p. 56.
[b] O'Brien (2005), p. 71.
[c] Schmidt (1997), p. 88.
17. ↑  [a] O'Brien (2005), p. 69.
[b] Schmidt (1997), p. 88.
18. 1 2 3 4  Simpson (2013), p. 3.
19. ↑  [a] Schmidt (1997), p. 88.
[b] Wahl (2010), p. 135.
20. ↑  O'Brien 2005، How to Perform a Bicycle Kick.
21. ↑  [a] Wahl (2010), p. 135.
[b] Witzig (2006), p. 22.
22. ↑  Simon Hattenstone (29 Jun 2013). "And God created Pele". The Guardian (بالإنجليزية). Guardian News and Media. Archived from the original on 2016-10-08. Retrieved 2014-07-30.
23. ↑  [a] O'Brien 2005، How to Perform a Bicycle Kick
[b] United States Soccer Federation & Lewis 2000، The Bicycle Kick
[c] Wahl (2010), p. 135.
24. 1 2  Simpson (2013), p. 2.
25. 1 2 3  ""Chilean", "Chalaca" or "Bicycle", a monument to football". CONMEBOL (بالإنجليزية). 3 Apr 2015. Archived from the original on 2016-10-08. Retrieved 2015-07-16.
26. ↑  Natali (2007), p. 109.
27. ↑  Juan Arango (20 Mar 2013). "Peru, Chile and the War of the Pacific". Goal: The New York Times Soccer Blog (بالإنجليزية). The New York Times Company. Archived from the original on 2023-03-17. Retrieved 2015-07-21.
28. 1 2 3 4  "The bicycle kick, football's most spectacular sight". FIFA.com (بالإنجليزية). FIFA. 27 Dec 2016. Archived from the original on 2018-07-01. Retrieved 2018-07-01.
29. ↑  [a] Giulianotti (2009), p. 40–41.
[b] Goldblatt (2008), p. 192.
[c] Wilson (2013), p. 33.
30. ↑  "Naval & Military intelligence". The Times. London. ع. 36665. 15 يناير 1902. p. 11.
31. 1 2  Wilson (2013), p. 21.
32. ↑  Wilson (2013), p. 22.
33. ↑  [a] Goldblatt (2008), p. 191–192.
[b] Wilson (2013), p. 22, 27–33.
34. ↑  Goldblatt (2008), p. 192.
35. ↑  [a] Bravo (2012), p. 40.
[b] Henshaw (1979), p. 237.
[c] Páez & Pineda 2015، Espectacular Jugada de "Chorera"
[d] 2013, p. 125–127.
[e] Stein (2011), p. 3–4.
36. ↑  [a] Bellos (2014), p. 38.
[b] Burns 2012، The South American Connection
[c] Páez & Pineda 2015، Espectacular Jugada de "Chorera"
[d] Ruiz 2003، Perfect Shooting
[e] Wilson (2013), p. 33.
37. ↑  [a] Páez & Pineda 2015، Espectacular Jugada de "Chorera"
[b] Simpson (2013), p. 1.
[c] Wilson (2013), p. 33.
[d] Witzig (2006), p. 22.
38. ↑  Martín Tabeira (10 Aug 2007). "South American Championship 1916" (بالإنجليزية). RSSSF. Archived from the original on 2016-10-08. Retrieved 2015-07-19.
39. ↑  Martín Tabeira (7 Sep 2007). "South American Championship 1920" (بالإنجليزية). Rec.Sport.Soccer Statistics Foundation (RSSSF). Archived from the original on 2016-10-08. Retrieved 2015-07-19.
40. ↑  Martín Tabeira (10 Aug 2007). "South American Championship 1917" (بالإنجليزية). Rec.Sport.Soccer Statistics Foundation (RSSSF). Archived from the original on 2016-10-08. Retrieved 2015-07-19.
41. ↑  Martín Tabeira (4 Jan 2013). "South American Championship 1919" (بالإنجليزية). Rec.Sport.Soccer Statistics Foundation (RSSSF). Archived from the original on 2016-10-08. Retrieved 2015-07-19.
42. ↑  Simpson (2013), p. 5.
43. ↑  [a] Freedman (2014), p. 34.
[b] Pelé & Fish 2007، ch. 6
44. ↑  Rohan Menon (19 Sep 2015). "How Pele Made The Bicycle Kick Famous". Yahoo! News (بالإنجليزية). Yahoo Inc. Archived from the original on 2015-12-27. Retrieved 2015-12-25.
45. ↑  [a] Freedman (2014), p. 35.
[b] Pelé 2006، The Beautiful Game
46. 1 2 3  United States Soccer Federation & Lewis 2000، The Bicycle Kick.
47. ↑  Rob Smyth (10 Sep 2010). "The Joy of Six: overhead and scissor kicks". The Guardian (بالإنجليزية). Guardian News and Media. Archived from the original on 2016-10-08. Retrieved 2015-07-15.
48. ↑  [a] United States Soccer Federation & Lewis 2000، The Bicycle Kick
[b] Simpson (2013), p. 3.
49. ↑  Lake (2012), p. 30.
50. ↑  Caioli 2015، Circus Tricks.
51. ↑  90MIN (4 Apr 2018). "Zlatan, Crouch Offer Hilarious Reaction to Cristiano Ronaldo's Bicycle Kick". Sports Illustrated (بالإنجليزية). Meredith Corporation. Archived from the original on 2023-03-07. Retrieved 2018-07-01.{{استشهاد بخبر}}:  صيانة الاستشهاد: أسماء عددية: قائمة المؤلفين (link)
52. 1 2  Pelé 2006، The Beautiful Game.
53. ↑  [a] Lisi (2015), p. 185.
[b] Hesse (2013), p. 3.
54. ↑  Gardner (1994), p. 97.
55. ↑  "Negrete's wonder volley voted World Cup's greatest goal". FIFA.com (بالإنجليزية). FIFA. 9 Apr 2018. Archived from the original on 2023-02-15. Retrieved 2018-07-05.
56. ↑  [a] Lisi (2015), p. 256.
[b] Simpson (2013), p. 4.
[c] Witzig (2006), p. 22.
57. ↑  Glanville (2010), p. 3.
58. ↑  "Best goal of World Cup so far? Richarlison's stunner for Brazil, hands down!". www.sportingnews.com (بالإنجليزية). Archived from the original on 2022-11-29. Retrieved 2022-11-25.
59. ↑  Tim Vickery (5 Sep 2013). "The legacy of Leonidas da Silva lives on". ESPN FC (بالإنجليزية). ESPN. Archived from the original on 2020-01-07. Retrieved 2015-07-18.
60. ↑  Eddie Makuch (12 Sep 2014). "Watch Messi Do a Bicycle Kick in His Living Room for This FIFA 15 Trailer". GameSpot (بالإنجليزية). CBS Interactive. Archived from the original on 2016-10-08. Retrieved 2016-01-03.
61. ↑  Simpson (2013), p. 1.
62. ↑  "Italy's Gori soaring to the top". FIFA.com (بالإنجليزية). 10 Jul 2015. Archived from the original on 2016-10-08. Retrieved 2015-07-16.
63. ↑  Crego (2003), p. 32.
64. ↑  "FIFA Puskás Award 2013 – Results" (PDF) (بالإنجليزية). FIFA. Archived from the original (PDF) on 2014-01-14. Retrieved 2014-01-11.
65. ↑  "FIFA Puskás award 2015 – results" (PDF). FIFA.com (بالإنجليزية). FIFA. 11 Jan 2016. Archived from the original (PDF) on 2016-01-22. Retrieved 2016-01-11.
66. ↑  "FIFA Puskás Award 2019 Nominees". FIFA.com (بالإنجليزية). Archived from the original on 2016-11-03. Retrieved 2019-08-19.
67. ↑  "Amputee football star Oleksy wins FIFA Puskás Award". FIFA.com (بالإنجليزية). Fédération Internationale de Football Association. 27 Feb 2023. Archived from the original on 2023-03-25. Retrieved 2023-02-27.

بالإسبانيَّة
1. 1 2 3 4 5 6  Alejandro Cisternas (23 Mar 2009). "En Todas Partes Se Llama Chilena". El Mercurio (بالإسبانية). El Mercurio S.A.P. Archived from the original on 2016-03-04. Retrieved 2015-07-07.
2. ↑  "A propósito de la 'Chalaca' ..." Peru.com (بالإسبانية). Empresa Editora El Comercio. 29 Nov 2006. Archived from the original on 2010-11-18. Retrieved 2015-07-19.
3. ↑  Alberto Lati (29 Jun 2015). "De Pisco y Chalacas". El País (بالإسبانية). Ediciones El País, S.L. Archived from the original on 2016-10-08. Retrieved 2015-07-18.
4. 1 2 3  Roberto Castro (11 Oct 2011). "El Huevo o La Gallina". Dechalaca.com (بالإسبانية). Archived from the original on 2016-10-08. Retrieved 2015-07-19.
5. ↑  Danilo Díaz (29 Nov 2006). "¿Quién inventó la chilena?". El Mercurio (بالإسبانية). El Mercurio S.A.P. Archived from the original on 2016-10-08. Retrieved 2015-07-19.
6. 1 2 3 4 5  Pérez, Diego (26 Mar 2008). "Genios: De Sudamerica Salieron Las Maravillas Del Fútbol". El País (بالإسبانية). Montevideo.
7. 1 2  AFP (2 Dec 2006). "¿Chilena o chalaca?". El Universo (بالإسبانية). Grupo El Universo. Archived from the original on 2016-10-08. Retrieved 2015-11-21.
8. ↑  "IPD resuelve hacer cumplir castigo a la FPF, pero en marzo del 2007". LaRepublica.pe (بالإسبانية). Grupo La República Digital. 30 November 2006. Archived from the original on October 2016. Retrieved 23 September 2016. {{استشهاد بخبر}}: تحقق من التاريخ في: |تاريخ أرشيف= (help)
9. 1 2  Miguel Villegas (10 Feb 2015). "Primera foto de fútbol publicada por El Comercio hace 110 años". El Comercio (بالإسبانية). Empresa Editora El Comercio. Archived from the original on 2016-10-08. Retrieved 2015-07-14.
10. 1 2 3 4 5 6  Alejandro Millán Valencia (15 Jun 2015). "La Chilena, Lo Más Famoso Que Chile Le Ha Dado Al Fútbol". BBC Mundo (بالإسبانية). BBC World Service. Archived from the original on 2016-10-08. Retrieved 2016-09-04.
11. 1 2  "El inventor de la chilena en la primera vez de la Roja". El Mercurio (بالإسبانية). El Mercurio S.A.P. 5 Jul 2011. Archived from the original on 2023-04-04. Retrieved 2015-07-18.
12. ↑  Quitián Roldán (2006), pág. 69, 272.
13. ↑  ""¿Chilena o chalaca?": FIFA revive debate en pleno Francia vs. Marruecos por Qatar 2022" (بالإسبانية). 14 Dec 2022. Archived from the original on 2022-12-28.
14. ↑  Graciela Reséndiz (12 Oct 2013). "Jiménez y Negrete: golazos en el '86'". ESPN FC (بالإسبانية). ESPN. Archived from the original on 2016-10-08. Retrieved 2015-07-19.

بالبُرتغاليَّة
1. ↑  "Neymar arrisca chute de bicicleta em treino da Seleção antes do jogo contra o Chile" (بالبرتغالية). Globo Esporte. Archived from the original on 2023-03-16. Retrieved 2017-02-09.
2. ↑  "Definitivamente, está na moda o pontapé de bicicleta" (بالبرتغالية). O Jogo. Archived from the original on 2023-03-16. Retrieved 2017-02-09.
3. ↑  Soares (2012), vol. 2.

### المعلومات الكاملة للمراجع
مُرتَّبة وفقًا لتاريخِ النَّشر
بالإنجليزيَّة
- Glanville, Brian (1968). Soccer: A History of the Game, Its Players, and Its Strategy (بالإنجليزية). New York City: Crown Publishing Group. ISBN:978-0-517-50796-4.
- Henshaw, Richard (1979). The Encyclopedia of World Soccer (بالإنجليزية). Washington, D.C.: New Republic Books. ISBN:978-0-915220-34-2. Archived from the original on 2022-05-17.
- Gardner, Paul (1994). The Simplest Game (بالإنجليزية). Springfield, Ohio: Collier Books. ISBN:978-0-02-043225-8.
- Schmidt، Colin (1997). Advanced Soccer Drills: 69 Drills for Techniques and Tactics. Champaign, Illinois: Human Kinetics. ISBN:978-0-88011-614-5.
- United States Soccer Federation; Lewis, Michael (2000). Soccer For Dummies (بالإنجليزية). Hoboken, New Jersey: Wiley Publishing. ISBN:978-0-7645-5229-8.
- Coleman, Lori (2000). Soccer (بالإنجليزية). Minneapolis: Lerner Publications Company. ISBN:978-0-8225-9876-3.
- Coppock, Patrick (2001). The Semiotics of Writing: Transdisciplinary Perspectives on the Technology of Writing (بالإنجليزية). Oakville, Connecticut: The David Brown Book Company. ISBN:978-2-503-51241-9.
- Ruiz، Laureano (2003). The Spanish Soccer Coaching Bible. Spring City, Pennsylvania: Reedswain Inc. ج. 2. ISBN:978-1-59164-022-6.
- Bischops, Klaus; Gerards, Heinz-Willi (2003). Soccer Training for Girls (بالإنجليزية). Translated by Anne Lammert. Oxford, UK: Meyer & Meyer. ISBN:978-1-84126-097-6.
- Crego، Robert (2003). Sports and Games of the 18th and 19th Centuries. Westport, Connecticut: Greenwood Press. ISBN:978-0-313-31610-4.
- O'Brien، Richard (2005). The Ultimate Sports Handbook. Philadelphia: Quirk Books. ISBN:978-1-59474-034-3.
- Pelé (2006). Pelé: The Autobiography (بالإنجليزية). London: Simon & Schuster UK Ltd. ISBN:978-1-84739-488-0.
- Witzig, Richard (2006). The Global Art of Soccer (بالإنجليزية). Harahan, Louisiana: CusiBoy Publishing. ISBN:978-0-9776688-0-9. Archived from the original on 2022-07-10.
- Freire, Marcus Vinicius; Ribeiro, Deborah (2006). Ouro Olímpico [Olympic Gold] (بالإنجليزية). Rio de Janeiro: Casa Da Palavra. ISBN:978-85-7734-028-6.
- Friedman, Ian (2007). Latino Athletes (بالإنجليزية). New York: Facts on File, Inc. ISBN:978-0-8160-6384-0. Archived from the original on 2022-03-19.
- Pelé؛ Fish، Robert (2007). My Life and the Beautiful Game. New York: Skyhorse Publishing. ISBN:978-1-60239-196-3. مؤرشف من الأصل في 2022-07-16.
- Foot، John (2007). Winning at All Costs: A Scandalous History of Italian Soccer. New York: Nation Books. ISBN:978-1-56858-368-6.
- Natali، Marcos (2007). "The Realm of the Possible: Remembering Brazilian Futebol". في Sean Brown (المحرر). Football Fans Around the World: From Supporters to Fanatics. New York City: Routledge. ISBN:978-0-415-39505-2.
- Goldblatt، David (2008). The Ball is Round. New York: Riverhead Trade. ISBN:978-1-59448-296-0.
- Giulianotti، Richard؛ Robertson، Roland (2009). Globalization and Football. London: SAGE Publications. ISBN:978-1-4129-2127-5.
- Borden, Sam (2009). The Complete Idiot's Guide to Soccer Basics (بالإنجليزية). Indianapolis: Alpha Books. ISBN:978-1-59257-830-6.
- Glanville, Brian (2010). The Story of the World Cup: The Essential Companion to South Africa 2010 (بالإنجليزية). London: Faber & Faber. ISBN:978-0-571-23605-3. Archived from the original on 2022-01-10.
- Tyagi, Arun Kumar (2010). Football: Skills and Rules (بالإنجليزية). New Delhi: KSK Publisher. ISBN:978-81-7524-572-3.
- Wahl, Grant (2010). The Beckham Experiment (بالإنجليزية). New York City: Three Rivers Press. ISBN:978-0-307-40859-4. Archived from the original on 2022-07-10.
- Stein, Steve (2011). "The Case of Soccer in Early Twentieth-Century Lima". In Stavans, Ilan (ed.). Fútbol (بالإنجليزية). Santa Barbara: ABC-CLIO, LLC. ISBN:978-0-313-37515-6.
- "Essential Soccer Skills: Key Tips and Techniques to Improve Your Game". Essential Soccer Skills (بالإنجليزية). New York: DK Publishing. 2011. ISBN:978-0-7566-5902-8.
- Orejan، Jaime (2011). Football/Soccer: History and Tactics. Jefferson, North Carolina: McFarland & Company, Inc. ISBN:978-0-7864-4784-8.
- Turner, Elliott (2011). An Illustrated Guide to Soccer and Spanish (بالإنجليزية). n.p.: Round Ball Media LLC. ISBN:978-0-615-48583-6.
- Sutherland, Sasha (2012). "Latin America and the Caribbean". In John Nauright; Charles Parrish (eds.). Sports around the World: History, Culture, and Practice (بالإنجليزية). Santa Barbara, California: ABC-CLIO. Vol. 1. ISBN:978-1-59884-300-2.
- Lake, Paul (2012). I'm Not Really Here: A Life of Two Halves (بالإنجليزية). London: Random House. ISBN:978-0-09-955325-0.
- Bravo, Gonzalo (2012). "Association Football, Pacific Coast of South America". In Nauright, John; Parrish, Charles (eds.). Sports Around the World: History, Culture, and Practice (بالإنجليزية). Santa Barbara: ABC-Clio. Vol. 3. ISBN:978-1-59884-301-9.
- Burns, Jimmy (2012). Roja: A Journey Through Spanish Football (بالإنجليزية). London: Simon & Schuster UK Ltd. ISBN:978-0-85720-652-7.
- Simpson, Paul; Hesse, Uli (2013). Who Invented the Stepover? (بالإنجليزية). London: Profile Books Ltd. ISBN:978-1-78125-006-8.
- Wilson, Jonathan (2013). Inverting The Pyramid: The History of Soccer Tactics (بالإنجليزية). New York: Nation Books. ISBN:978-1-56858-738-7.
- Bellos, Alex (2014). Futebol: The Brazilian Way of Life (بالإنجليزية). London: Bloomsburry Publish Plc. ISBN:978-1-4088-5416-7.
- Freedman, Lew (2014). Pelé: A Biography (بالإنجليزية). Santa Barbara: Greenwood Biographies. ISBN:978-1-4408-2980-2.
- Lisi, Clemente (2015). A History of the World Cup: 1930–2014 (بالإنجليزية). Lanham, Maryland: Rowman & Littlefield. ISBN:978-0-8108-7753-5.
- Caioli، Luca (2015). Balotelli: The Remarkable Story Behind the Sensational Headlines. London: Icon Books, Ltd. ISBN:978-1-84831-913-4.
- Rinaldi, George (2016). Calcio's Greatest Forwards (بالإنجليزية). Durrington, England: Pitch Publishing. ISBN:978-1-78531-118-5.

بالإسبانيَّة
- Rull, Nomdedeu (2004). Terminología del Fútbol y Diccionarios: Elaboración de un diccionario de especialidad para el gran público [Terminology of Football and Dictionaries: Elaboration of a Specialized Dictionary for the General Public] (PhD) (بالإسبانية). Universitat Autònoma de Barcelona. ISBN:978-84-689-0939-4.
- Quitián Roldán, David Leonardo (2006). Fútbol Sin Barrera [Football Without Barriers] (بالإسبانية). Armenia, Colombia: Editorial Kinesis. ISBN:978-958-8269-12-2.{{استشهاد بكتاب}}:  صيانة الاستشهاد: ref duplicates default (link)
- Reyes Coca, Marco Aurelio (2013). "Deportes Masivos: Subproducto de la Inmigración Extranjera en Chillán, 1850-1910". In Jara, Marcelo; Lopez, Felipe (eds.). Migraciones: Una mirada interdisciplinaria (بالإسبانية). Concepción, Chile: El Sur Impresores. ISBN:978-956-353-317-0.
- Páez, Pedro Fernando; Pineda, Daniel (2015). Copa América de Fútbol: 100 Años de Historia, Anécdotas y Curiosidades [Football's Copa America: 100 Years of History, Anecdotes, and Curiosities] (بالإسبانية). Bogota: Bilineata Publishing. ISBN:978-958-8839-19-6.

بالبُرتغاليَّة
- Cunha, Loris Baena (1994). A Verdadeira História do Futebol Brasileiro [The Real Story of Brazilian Football] (بالبرتغالية). Rio de Janeiro: ABRADE.
- Soares, Antonio Jorge (2012). "História E A Invenção De Tradições No Futebol Brasileiro" [The History and Invention of Brazilian Football Traditions]. In Ronaldo Helal; Anotnio Jorge Soares; Hugo Lovisolo (eds.). A Invenção Do País Do Futebol [The Invention of the Football Nation] (بالبرتغالية) (2nd ed.). Rio de Janeiro: Editora Mauad X. ISBN:978-85-7478-620-9.

## روابط خارجية
- كيفيَّة تنفيذ الضَّربة المقصيَّة من موقع بي بي سي (إنجليزية)